# Miracídio

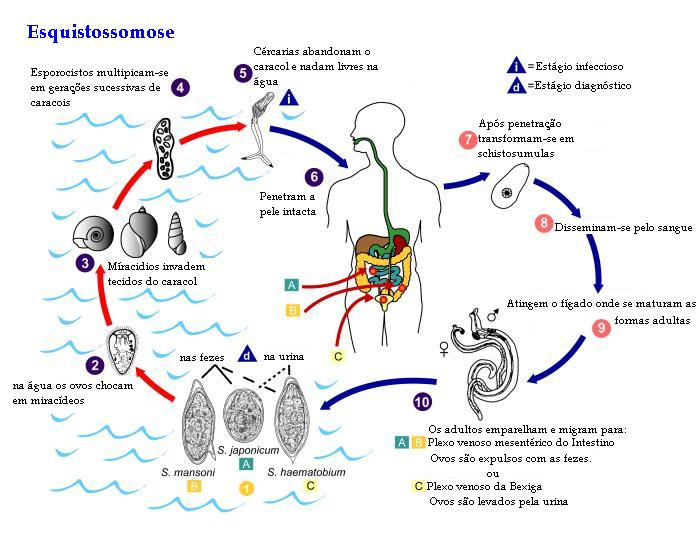
O ciclo do esquistossomo, mostrando a fase de miracídio (2 e 3)

Miracídio é a denominação dada ao estágio larval de vida livre dos vermes da classe Trematoda.

## Desenvolvimento
O miracídio é a denominação dada ao estágio larval de vida livre dos vermes,se desenvolve a partir de ovos eliminados com as fezes do doente (ser humano contaminado pelo verme). Quando atingem a água, os ovos liberam os miracídios que nadam por meio de cílios e encontram um caramujo que lhe serve como seu primeiro hospedeiro (hospedeiro intermediário). É no interior desse molusco que o miracídio se desenvolve até a fase de cercária, que é capaz de penetrar na pele de seres humanos e neles se alojar, causando a esquistossomose.